# Жорж Карню
Жорж Карню (фр. Georges Carnus, нар. 13 серпня 1942, Жиньяк-ла-Нерт) — французький футболіст, що грав на позиції воротаря. Двічі визнавався французьким футболістом року.

## Клубна кар'єра
У дорослому футболі дебютував 1959 року виступами за команду клубу «Екс», в якій провів два сезони.
Своєю грою за цю команду привернув увагу представників тренерського штабу клубу «Стад Франсе», до складу якого приєднався 1961 року. Відіграв за паризьку команду наступні шість сезонів своєї ігрової кар'єри. Більшість часу, проведеного у складі «Стад Франсе», був основним голкіпером команди.
1967 року уклав контракт з клубом «Сент-Етьєн», у складі якого провів наступні чотири роки своєї кар'єри гравця. Граючи у складі «Сент-Етьєна» також здебільшого виходив на поле в основному складі команди. Зробив вагомий внесок у здобуття командою трьох чемпіонських титулів поспіль (протягом 1967-1970). Надійність воротаря було відзначено опитуванням France Football, згідно з яким Карню двічі визнавався найкращим французьким футболістом року у 1970 та 1971 роках.
1971 року перейшов до клубу «Олімпік» (Марсель), за який відіграв 2 сезони. Тренерським штабом нового клубу також розглядався як гравець «основи». За цей час виборов титул чемпіона Франції, ставав володарем Кубка Франції. Завершив професійну кар'єру футболіста виступами за команду «Олімпік» (Марсель) у 1973 році

## Виступи за збірну
1963 року дебютував в офіційних матчах у складі національної збірної Франції. Протягом кар'єри у національній команді, яка тривала 11 років, провів у формі головної команди країни 36 матчів.
У складі збірної був учасником чемпіонату світу 1966 року в Англії.

## Титули і досягнення

### Командні
- Чемпіон Франції (4):

«Сент-Етьєн»:  1967–68, 1968–69, 1969–70
«Олімпік» (Марсель):  1971–72
- Володар Кубка Франції (4):

«Сент-Етьєн»:  1967–68, 1969–70
«Олімпік» (Марсель):  1971–72
- Володар Суперкубка Франції (3):

«Сент-Етьєн»»:  1968, 1969
«Олімпік» (Марсель):  1971

### Особисті
- Французький футболіст року (2):

1970, 1971